# Cantó de Le Lamentin-3
El cantó de Le Lamentin-3 és una divisió administrativa francesa situat al departament de Martinica a la regió de Martinica.

## Composició
El cantó comprèn la fracció Est de la comuna de Le Lamentin.

## Administració
| Període                                  | Identitat     | Partit | Qualitat |
| ---------------------------------------- | ------------- | ------ | -------- |
| 2008-2014                                | Josette Manin | BPM    |          |
| Les dades anteriors no són pas conegudes |               |        |          |